# Chirodropidae
Chirodropidae é uma família de cubozoários da ordem Chirodropida.

## Géneros
- Chirodectes Gershwin, 2006
- Chirodropus Haeckel, 1880
- Chironex Southcott, 1956